# Ане на Марни
Ане на Марни (фр. Annet-sur-Marne) је насељено место у Француској у региону Париски регион, у департману Сена и Марна.
По подацима из 2011. године у општини је живело 3229 становника, а густина насељености је износила 244,81 становника/km².

## Демографија
| 1962. | 1968. | 1975. | 1982. | 1990. | 2011. |
| ----- | ----- | ----- | ----- | ----- | ----- |
| 1.178 | 1.201 | 1.715 | 1.714 | 2.128 | 3.229 |